# Medal of Honor Allied Assault War Chest
-{
Medal of Honor: Allied Assault - War Chest}- је компилација компјутерских игара која се састоји од игара Medal of Honor: Allied Assault, Medal of Honor: Spearhead и Medal of Honor: Breakthrough. Овај комплет је 2. марта 2004 издао Electronic Arts. Такође укључује и додатни компакт-диск који садржи:
- музику из тада најављене игре Medal of Honor: Pacific Assault.
- три водича за прелажење сваке мисије
- интервјуе са ветеранима Другог светског рата

Игра садржи режим за више играча.
Стазе које је могуће играти са више играча: